# Calyptranthes lanceolata
Calyptranthes lanceolata är en myrtenväxtart som beskrevs av Otto Karl Berg. Calyptranthes lanceolata ingår i släktet Calyptranthes och familjen myrtenväxter. Inga underarter finns listade i Catalogue of Life.